# Puchacz wirginijski
Puchacz wirginijski (Bubo virginianus) – gatunek dużego ptaka z rodziny puszczykowatych (Strigidae), zamieszkujący Amerykę Północną i Południową. Teren lęgowy sięga od północnej granicy lasu na Alasce i w Kanadzie, przez Stany Zjednoczone, Meksyk, kraje Ameryki Centralnej. W Ameryce Południowej występuje na terytorium wszystkich państw, oprócz Chile.

## Występowanie
Puchacz wirginijski zamieszkuje zależnie od podgatunku:
- B. virginianus algistus – zachodnia Alaska
- B. virginianus lagophonus – środkowa Alaska do północno-wschodniego Oregonu, Idaho i północno-zachodniej Montany
- B. virginianus saturatus – wybrzeża południowo-wschodniej Alaski do wybrzeży północnej Kalifornii
- B. virginianus pacificus – wybrzeża środkowej Kalifornii do północno-zachodniej Kalifornii Dolnej
- B. virginianus subarcticus – zachodnio-środkowa Kanada do północnego Idaho
- B. virginianus pallescens – południowo-zachodnie USA do południowego Meksyku
- B. virginianus pinorum – południowe Idaho do północnej Arizony i północnego Nowego Meksyku
- B. virginianus heterocnemis – północno-wschodnia Kanada do obszaru Wielkich Jezior Północnoamerykańskich
- B. virginianus virginianus – południowo-wschodnia Kanada do środkowych i wschodnich USA
- B. virginianus elachistus – południowa Kalifornia Dolna
- B. virginianus mayensis – półwysep Jukatan
- B. virginianus mesembrinus – południowy Meksyk do zachodniej Panamy
- B. virginianus nigrescens – Kolumbia do północno-zachodniego Peru
- B. virginianus nacurutu – wschodnia Kolumbia przez region Gujana po północną i wschodnią Brazylię, Argentynę, Boliwię i środkowe Peru
- B. virginianus deserti – północno-wschodnia Brazylia (północno-środkowa Bahia).

Za podgatunek B. virginianus był dawniej uznawany także puchacz magellański (Bubo magellanicus), występujący od środkowego Peru do Ziemi Ognistej, obecnie traktowany jako odrębny gatunek.

## Charakterystyka

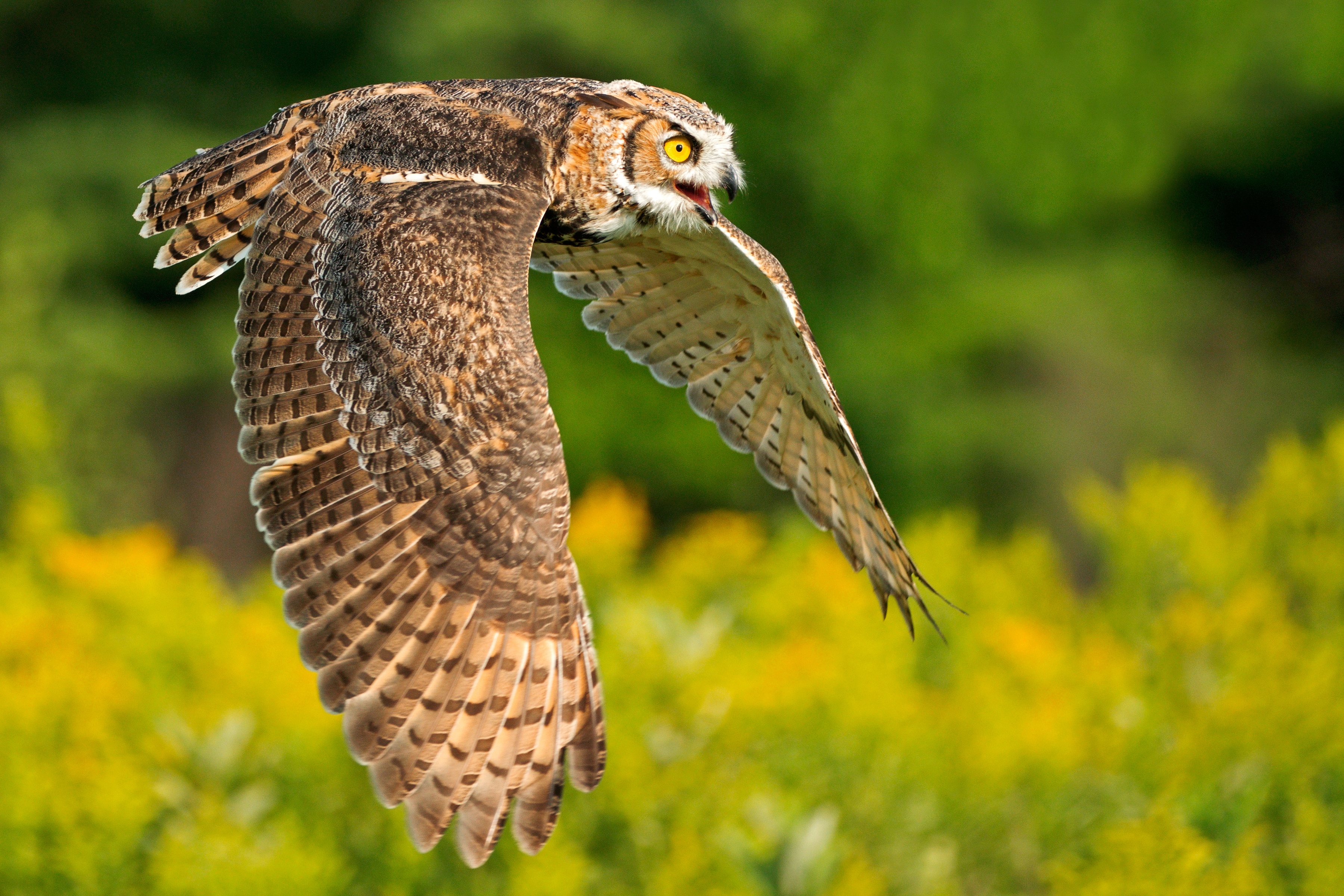
Puchacz wirginijski w locie

Wygląd zewnętrznyNajwiększa sowa na kontynentach amerykańskich. Upierzenie w zależności od podgatunku występuje w różnych kolorach, od brązowego do jasnoszarego z licznymi ciemnymi plamami i kreskami. Głowa o dużych oczach, czarno obrzeżonych bokach twarzy i dwóch uszach z piór.
Rozmiarydługość ciała samca 51 cm, samicy 60 cm; rozpiętość skrzydeł samca 134 cm, samicy 143 cm
Masa ciałasamiec 680–1450 g, samica 1000–2500 g
ZachowanieAktywny głównie o zmierzchu i w nocy, rzadziej w dzień. Łączą się w pary na całe życie. Najczęstszym odgłosem jest wydawany od 3 do 8 razy dźwięk uhu.
Długość życiaW niewoli do 38 lat, na wolności przeważnie 13 lat.

## Środowisko
Lasy liściaste, mieszane i iglaste. Przebywa w zwartych drzewostanach, zagajnikach, małych laskach, dużych parkach miejskich.

## Pożywienie
Poluje na małe i średnie ssaki (np. szczury, króliki i skunksy) i ptaki (np. inne sowy, krukowate, kaczki) oraz czasami na gady, płazy i duże owady.

## Lęgi

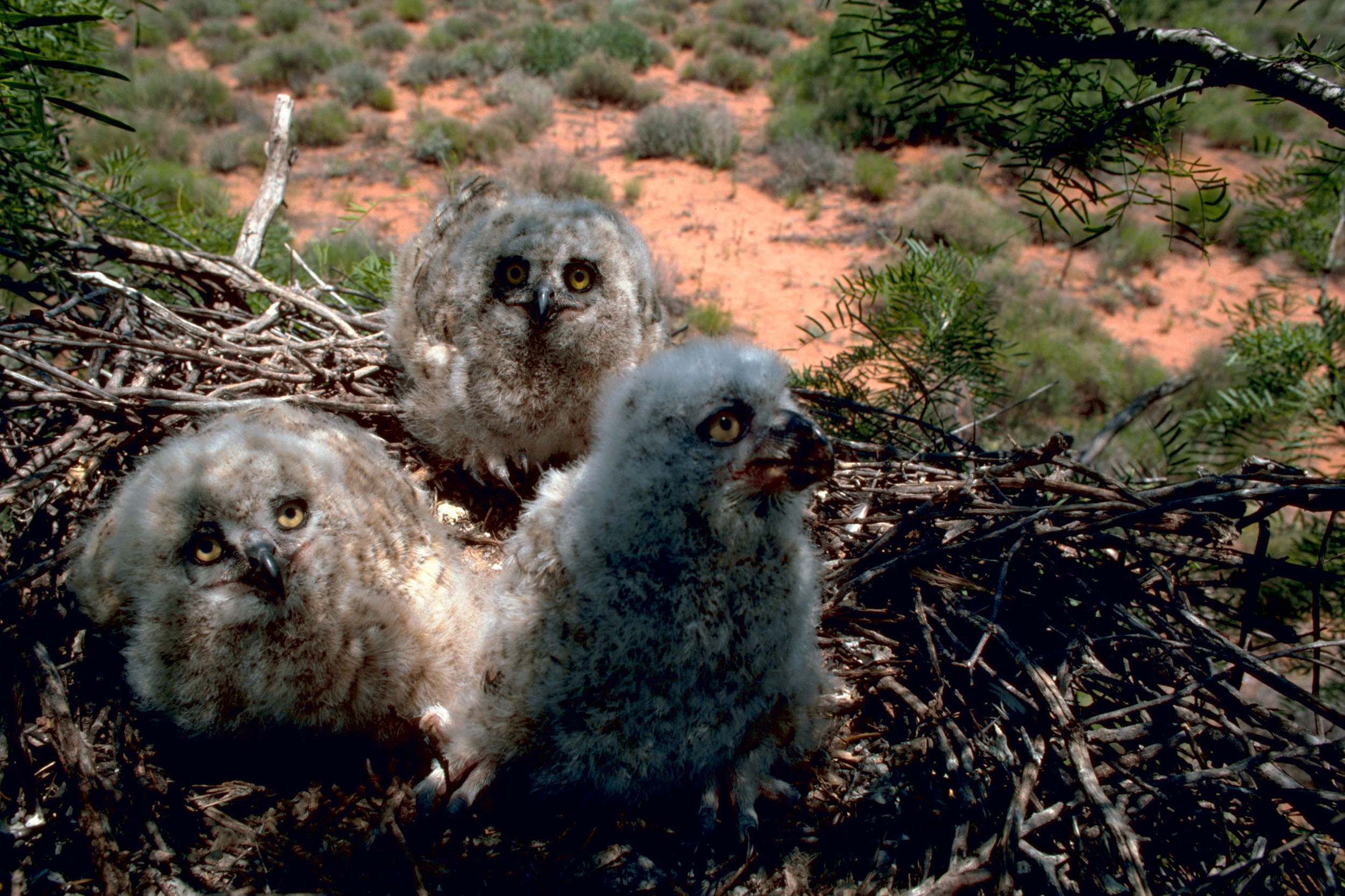
Trzy młode puchacze w gnieździe

Zachowania godoweSezon godowy i lęgowy trwa głównie od stycznia do lutego. Podczas godów samiec o zmierzchu niezbyt głośno pohukuje.
GniazdoStare gniazda ptaków drapieżnych lub krukowatych. Gniazduje również w dziuplach drzew, na występach skalnych, a nawet na ziemi lub w starych, opuszczonych budynkach.
Jaja i wysiadywanieSamica składa 2–4 białe jaja (rzadko 5). Wysiaduje wyłącznie samica, samiec w tym czasie dostarcza pożywienie.
PisklętaPo około 35 dniach wylęgają się młode o gęstym, szarym puchu. Są karmione przez obydwoje rodziców. Młode uczą się latać po okołu siedmiu tygodniach życia. Dojrzałość płciową osiągają po dwóch latach.

## Status
IUCN uznaje puchacza wirginijskiego za gatunek najmniejszej troski (LC, Least Concern). Trend liczebności populacji uznawany jest za stabilny.